# Buffy the Vampire Slayer Classic
Buffy the Vampire Slayer Classic je komiksová série odvozená od televizního seriálu Buffy, přemožitelka upírů. Vydávána byla mezi lety 1998 a 2003 americkým vydavatelstvím Dark Horse Comics pod názvem Buffy the Vampire Slayer. Poté, co začalo v roce 2007 vycházet kánonické komiksové pokračování seriálu (Season Eight), byl název původní série doplněn o přídomek „Classic“. Série Classic není považována za kánon, protože nad ní neměl tvůrčí dohled autor seriálu Joss Whedon. Výjimkou je třídílná minisérie The Origin, která je adaptací jeho původního scénáře pro celovečerní film Buffy, zabíječka upírů a která i podle Whedona může být považována za součást kánonu.
Jádro série tvoří 63 číslovaných komiksů, přičemž část příběhů je tvořena několika navazujícími sešity. Dále jsou součástí série Classic čtyři samostatné minisérie v rozsahu tří až čtyř sešitů, dva grafické romány, několik dalších jednosešitových komiksů a větší množství kratších příběhů, které byly vydány v různých časopisech. Všechny komiksy série Classic vyšly v sedmidílné antologii Buffy the Vampire Slayer Omnibus v letech 2007–2009.

## Číslovaná řada
| Č. | Původní název                         | Scénář                                      | Kresba                                  | Datum vydání       | Antologie                                                  |
| -- | ------------------------------------- | ------------------------------------------- | --------------------------------------- | ------------------ | ---------------------------------------------------------- |
| 1  | Wu-tang Fang                          | Andi Watson                                 | Joe Bennett                             | 23. září 1998      | The Remaining Sunlight (1999), Omnibus: Volume 3 (2008)    |
| 2  | Halloween                             | Andi Watson                                 | Joe Bennett                             | 28. října 1998     | The Remaining Sunlight (1999), Omnibus: Volume 3 (2008)    |
| 3  | Cold Turkey                           | Andi Watson                                 | Joe Bennett                             | 25. listopadu 1998 | The Remaining Sunlight (1999), Omnibus: Volume 3 (2008)    |
| 4  | White Christmas                       | Andi Watson                                 | Hector Gomez                            | 23. prosince 1998  | Uninvited Guests (1999), Omnibus: Volume 3 (2008)          |
| 5  | Happy New Year                        | Andi Watson                                 | Hector Gomez                            | 27. ledna 1999     | Uninvited Guests (1999), Omnibus: Volume 3 (2008)          |
| 6  | New Kid on the Block, Part One        | Andi Watson a Dan Brereton                  | Hector Gomez                            | 3. března 1999     | Uninvited Guests (1999), Omnibus: Volume 3 (2008)          |
| 7  | New Kid on the Block, Part Two        | Andi Watson a Dan Brereton                  | Hector Gomez                            | 31. března 1999    | Uninvited Guests (1999), Omnibus: Volume 3 (2008)          |
| 8  | The Final Cut                         | Andi Watson                                 | Jason Pearson a Cliff Richards          | 28. dubna 1999     | Omnibus: Volume 3 (2008)                                   |
| 9  | Hey, Good Looking, Part One           | Andi Watson                                 | Joe Bennett                             | 26. května 1999    | Bad Blood (2000), Omnibus: Volume 4 (2008)                 |
| 10 | Hey, Good Looking, Part Two           | Andi Watson                                 | Joe Bennett                             | 30. června 1999    | Bad Blood (2000), Omnibus: Volume 4 (2008)                 |
| 11 | A Boy Named Sue                       | Andi Watson                                 | Joe Bennett                             | 28. července 1999  | Bad Blood (2000), Omnibus: Volume 4 (2008)                 |
| 12 | A Nice Girl Like You                  | Christopher Golden                          | Christian Zanier                        | 18. srpna 1999     | Food Chain (2001), Omnibus: Volume 3 (2008)                |
| 13 | Love Sick Blues, Part One             | Andi Watson                                 | Cliff Richards                          | 29. srpna 1999     | Crash Test Demons (2000), Omnibus: Volume 4 (2008)         |
| 14 | Love Sick Blues, Part Two             | Andi Watson                                 | Cliff Richards                          | 27. října 1999     | Crash Test Demons (2000), Omnibus: Volume 4 (2008)         |
| 15 | Lost Highway                          | Andi Watson                                 | Cliff Richards                          | 24. listopadu 1999 | Crash Test Demons (2000), Omnibus: Volume 4 (2008)         |
| 16 | The Food Chain                        | Christopher Golden                          | Christian Zanier                        | 5. ledna 2000      | Food Chain (2001), Omnibus: Volume 3 (2008)                |
| 17 | She's No Lady, Part One               | Andi Watson                                 | Cliff Richards                          | 26. ledna 2000     | Pale Reflections (2000), Omnibus: Volume 4 (2008)          |
| 18 | She's No Lady, Part Two               | Andi Watson                                 | Cliff Richards                          | 23. února 2000     | Pale Reflections (2000), Omnibus: Volume 4 (2008)          |
| 19 | Old Friend                            | Andi Watson                                 | Cliff Richards                          | 22. března 2000    | Pale Reflections (2000), Omnibus: Volume 4 (2008)          |
| 20 | Double Cross                          | Doug Petrie                                 | Jason Minor                             | 26. dubna 2000     | Food Chain (2001), Omnibus: Volume 4 (2008)                |
| 21 | The Blood of Carthage, Part One       | Christopher Golden                          | Cliff Richards a Chynna Clugston-Major  | 31. května 2000    | The Blood of Carthage (2001), Omnibus: Volume 5 (2008)     |
| 22 | The Blood of Carthage, Part Two       | Christopher Golden                          | Cliff Richards a Chynna Clugston-Major  | 28. června 2000    | The Blood of Carthage (2001), Omnibus: Volume 5 (2008)     |
| 23 | The Blood of Carthage, Part Three     | Christopher Golden                          | Cliff Richards, Paul Lee a Brian Horton | 26. července 2000  | The Blood of Carthage (2001), Omnibus: Volume 5 (2008)     |
| 24 | The Blood of Carthage, Part Four      | Christopher Golden                          | Cliff Richards a Chynna Clugston-Major  | 30. srpna 2000     | The Blood of Carthage (2001), Omnibus: Volume 5 (2008)     |
| 25 | The Blood of Carthage, Part Five      | Christopher Golden                          | Cliff Richards                          | 27. září 2000      | The Blood of Carthage (2001), Omnibus: Volume 5 (2008)     |
| 26 | The Heart of a Slayer, Part One       | Chris Boal                                  | Cliff Richards                          | 25. října 2000     | Autumnal (2001), Omnibus: Volume 5 (2008)                  |
| 27 | The Heart of a Slayer, Part Two       | Chris Boal                                  | Cliff Richards                          | 29. listopadu 2000 | Autumnal (2001), Omnibus: Volume 5 (2008)                  |
| 28 | Cemetery of Lost Love                 | Tom Fassbender a Jim Pascoe                 | Cliff Richards                          | 27. prosince 2000  | Autumnal (2001), Omnibus: Volume 5 (2008)                  |
| 29 | Past Lives, Part Two                  | Christopher Golden a Tom Sniegoski          | Christian Zanier a Cliff Richards       | 31. ledna 2001     | Past Lives (2001), Omnibus: Volume 6 (2009)                |
| 30 | Past Lives, Part Four                 | Christopher Golden a Tom Sniegoski          | Cliff Richards                          | 28. února 2001     | Past Lives (2001), Omnibus: Volume 6 (2009)                |
| 31 | Lost and Found                        | Tom Fassbender a Jim Pascoe                 | Cliff Richards                          | 28. března 2001    | Out of the Woodwork (2002), Omnibus: Volume 6 (2009)       |
| 32 | Invasion                              | Tom Fassbender a Jim Pascoe                 | Cliff Richards                          | 25. dubna 2001     | Out of the Woodwork (2002), Omnibus: Volume 6 (2009)       |
| 33 | Hive Mentality                        | Tom Fassbender a Jim Pascoe                 | Cliff Richards                          | 23. května 2001    | Out of the Woodwork (2002), Omnibus: Volume 6 (2009)       |
| 34 | Out of the Fire, Into the Hive        | Tom Fassbender a Jim Pascoe                 | Cliff Richards                          | 27. června 2001    | Out of the Woodwork (2002), Omnibus: Volume 6 (2009)       |
| 35 | Remember the Beginning                | Tom Fassbender a Jim Pascoe                 | Cliff Richards                          | 25. července 2001  | False Memories (2002), Omnibus: Volume 6 (2009)            |
| 36 | Remember the Lies                     | Tom Fassbender a Jim Pascoe                 | Cliff Richards                          | 29. srpna 2001     | False Memories (2002), Omnibus: Volume 6 (2009)            |
| 37 | Remember the Truth                    | Tom Fassbender a Jim Pascoe                 | Cliff Richards                          | 26. září 2001      | False Memories (2002), Omnibus: Volume 6 (2009)            |
| 38 | Remember the End                      | Tom Fassbender a Jim Pascoe                 | Cliff Richards                          | 7. listopadu 2001  | False Memories (2002), Omnibus: Volume 6 (2009)            |
| 39 | Night of a Thousand Vampires          | Tom Fassbender a Jim Pascoe                 | Cliff Richards                          | 28. listopadu 2001 | Ugly Little Monsters (2002), Omnibus: Volume 7 (2009)      |
| 40 | Ugly Little Monsters, Part One        | Tom Fassbender a Jim Pascoe                 | Cliff Richards                          | 26. prosince 2001  | Ugly Little Monsters (2002), Omnibus: Volume 7 (2009)      |
| 41 | Ugly Little Monsters, Part Two        | Tom Fassbender a Jim Pascoe                 | Cliff Richards                          | 6. února 2002      | Ugly Little Monsters (2002), Omnibus: Volume 7 (2009)      |
| 42 | Ugly Little Monsters, Part Three      | Tom Fassbender a Jim Pascoe                 | Cliff Richards                          | 27. února 2002     | Ugly Little Monsters (2002), Omnibus: Volume 7 (2009)      |
| 43 | The Death of Buffy, Part One          | Tom Fassbender a Jim Pascoe                 | Cliff Richards                          | 10. dubna 2002     | The Death of Buffy (2002), Omnibus: Volume 7 (2009)        |
| 44 | The Death of Buffy, Part Two          | Tom Fassbender a Jim Pascoe                 | Cliff Richards                          | 1. května 2002     | The Death of Buffy (2002), Omnibus: Volume 7 (2009)        |
| 45 | The Death of Buffy, Part Three        | Tom Fassbender a Jim Pascoe                 | Cliff Richards                          | 5. června 2002     | The Death of Buffy (2002), Omnibus: Volume 7 (2009)        |
| 46 | Withdrawal                            | Tom Fassbender a Jim Pascoe                 | Paul Lee                                | 26. června 2002    | The Death of Buffy (2002), Omnibus: Volume 7 (2009)        |
| 47 | Note from the Underground, Part One   | Scott Lobdell                               | Cliff Richards                          | 7. srpna 2002      | Note from the Underground (2003), Omnibus: Volume 7 (2009) |
| 48 | Note from the Underground, Part Two   | Scott Lobdell a Fabian Nicieza              | Cliff Richards                          | 28. srpna 2002     | Note from the Underground (2003), Omnibus: Volume 7 (2009) |
| 49 | Note from the Underground, Part Three | Scott Lobdell a Fabian Nicieza              | Cliff Richards                          | 25. září 2002      | Note from the Underground (2003), Omnibus: Volume 7 (2009) |
| 50 | Note from the Underground, Part Four  | Scott Lobdell, Fabian Nicieza a Andi Watson | Cliff Richards, Will Conrad a Paul Lee  | 30. října 2002     | Note from the Underground (2003), Omnibus: Volume 7 (2009) |
| 51 | Broken Parts                          | Scott Lobdell a Fabian Nicieza              | Cliff Richards                          | 27. listopadu 2002 | Viva Las Buffy! (2003), Omnibus: Volume 1 (2007)           |
| 52 | Full House                            | Scott Lobdell a Fabian Nicieza              | Cliff Richards                          | 26. prosince 2002  | Viva Las Buffy! (2003), Omnibus: Volume 1 (2007)           |
| 53 | Deuces Wild                           | Scott Lobdell a Fabian Nicieza              | Cliff Richards                          | 5. února 2003      | Viva Las Buffy! (2003), Omnibus: Volume 1 (2007)           |
| 54 | The Big Fold                          | Scott Lobdell a Fabian Nicieza              | Cliff Richards                          | 26. února 2003     | Viva Las Buffy! (2003), Omnibus: Volume 1 (2007)           |
| 55 | Dawn and Hoopy the Bear               | Paul Lee                                    | Paul Lee                                | 26. března 2003    | Slayer, Interrupted (2003), Omnibus: Volume 1 (2007)       |
| 56 | Slayer, Interrupted, Part One         | Scott Lobdell a Fabian Nicieza              | Cliff Richards                          | 30. dubna 2003     | Slayer, Interrupted (2003), Omnibus: Volume 1 (2007)       |
| 57 | Slayer, Interrupted, Part Two         | Scott Lobdell a Fabian Nicieza              | Cliff Richards                          | 28. května 2003    | Slayer, Interrupted (2003), Omnibus: Volume 1 (2007)       |
| 58 | Slayer, Interrupted, Part Three       | Scott Lobdell a Fabian Nicieza              | Cliff Richards                          | 25. června 2003    | Slayer, Interrupted (2003), Omnibus: Volume 1 (2007)       |
| 59 | Slayer, Interrupted, Part Four        | Scott Lobdell a Fabian Nicieza              | Cliff Richards                          | 23. července 2003  | Slayer, Interrupted (2003), Omnibus: Volume 1 (2007)       |
| 60 | A Stake to the Heart, Part One        | Fabian Nicieza                              | Cliff Richards a Brian Horton           | 27. srpna 2003     | A Stake to the Heart (2004), Omnibus: Volume 2 (2007)      |
| 61 | A Stake to the Heart, Part Two        | Fabian Nicieza                              | Cliff Richards a Brian Horton           | 24. září 2003      | A Stake to the Heart (2004), Omnibus: Volume 2 (2007)      |
| 62 | A Stake to the Heart, Part Three      | Fabian Nicieza                              | Cliff Richards a Brian Horton           | 22. října 2003     | A Stake to the Heart (2004), Omnibus: Volume 2 (2007)      |
| 63 | A Stake to the Heart, Part Four       | Fabian Nicieza                              | Cliff Richards a Brian Horton           | 26. listopadu 2003 | A Stake to the Heart (2004), Omnibus: Volume 2 (2007)      |

## Minisérie
| Původní název          | Scénář                            | Kresba                                        | Minisérie                | Datum vydání      | Antologie                                            |
| ---------------------- | --------------------------------- | --------------------------------------------- | ------------------------ | ----------------- | ---------------------------------------------------- |
| The Origin, Part One   | Christopher Golden a Dan Brereton | Joe Bennett                                   | The Origin č. 1          | 13. ledna 1999    | The Origin (1999), Omnibus: Volume 1 (2007)          |
| The Origin, Part Two   | Christopher Golden a Dan Brereton | Joe Bennett                                   | The Origin č. 2          | 10. února 1999    | The Origin (1999), Omnibus: Volume 1 (2007)          |
| The Origin, Part Three | Christopher Golden a Dan Brereton | Joe Bennett                                   | The Origin č. 3          | 24. března 1999   | The Origin (1999), Omnibus: Volume 1 (2007)          |
| Angel, Part One        | Christopher Golden                | Hector Gomez                                  | Angel: The Hollower č. 1 | 12. května 1999   | Angel: The Hollower (1999), Omnibus: Volume 4 (2008) |
| Angel, Part Two        | Christopher Golden                | Hector Gomez                                  | Angel: The Hollower č. 2 | 9. června 1999    | Angel: The Hollower (1999), Omnibus: Volume 4 (2008) |
| Angel, Part Three      | Christopher Golden                | Hector Gomez                                  | Angel: The Hollower č. 3 | 14. července 1999 | Angel: The Hollower (1999), Omnibus: Volume 4 (2008) |
| Oz, Part One           | Christopher Golden                | Logan Lubera                                  | Oz č. 1                  | 18. července 2001 | Oz (2002), Omnibus: Volume 5 (2008)                  |
| Oz, Part Two           | Christopher Golden                | Logan Lubera                                  | Oz č. 2                  | 15. srpna 2001    | Oz (2002), Omnibus: Volume 5 (2008)                  |
| Oz, Part Three         | Christopher Golden                | Logan Lubera, Valentine De Landro a Herb Apon | Oz č. 3                  | 19. září 2001     | Oz (2002), Omnibus: Volume 5 (2008)                  |
| Haunted, Part One      | Jane Espenson                     | Cliff Richards                                | Haunted č. 1             | 19. prosince 2001 | Haunted (2002), Omnibus: Volume 5 (2008)             |
| Haunted, Part Two      | Jane Espenson                     | Cliff Richards                                | Haunted č. 2             | 16. ledna 2002    | Haunted (2002), Omnibus: Volume 5 (2008)             |
| Haunted, Part Three    | Jane Espenson                     | Cliff Richards                                | Haunted č. 3             | 20. února 2002    | Haunted (2002), Omnibus: Volume 5 (2008)             |
| Haunted, Part Four     | Jane Espenson                     | Cliff Richards                                | Haunted č. 4             | 20. března 2002   | Haunted (2002), Omnibus: Volume 5 (2008)             |

## Ostatní komiksy
| Původní název                                 | Scénář                                      | Kresba                                                                              | Původní vydání                                                                                  | Datum vydání                   | Antologie                                               |
| --------------------------------------------- | ------------------------------------------- | ----------------------------------------------------------------------------------- | ----------------------------------------------------------------------------------------------- | ------------------------------ | ------------------------------------------------------- |
| MacGuffins                                    | J. L. Van Meter                             | Luke Ross                                                                           | krátký příběh v časopisu Dark Horse Presents: Annual 1998                                       | srpen 1998                     | The Remaining Sunlight (1999), Omnibus: Volume 2 (2007) |
| The Dust Waltz                                | Dan Brereton                                | Hector Gomez                                                                        | grafický román                                                                                  | 14. října 1998                 | Omnibus: Volume 2 (2007)                                |
| Dance with Me                                 | Christopher Golden                          | Hector Gomez                                                                        | krátký příběh v časopisu TV Guide                                                               | 17. listopadu 1998             | Omnibus: Volume 3 (2008)                                |
| Hello Moon                                    | Daniel Brereton a Christopher Golden        | Joe Bennett                                                                         | krátký příběh v časopisu Dark Horse Presents č. 141                                             | 17. března 1999                | Omnibus: Volume 4 (2008)                                |
| Cursed                                        | Christopher Golden                          | Hector Gomez                                                                        | krátký příběh v časopisu Dark Horse Presents č. 141                                             | 17. března 1999                | Omnibus: Volume 4 (2008)                                |
| Dead Love                                     | Andi Watson                                 | David Perrin                                                                        | krátký příběh v časopisu Dark Horse Presents č. 141                                             | 17. března 1999                | Omnibus: Volume 4 (2008)                                |
| Paint the Town Red                            | Christopher Golden a James Marsters         | Ryan Sook                                                                           | součást tematické minisérie Spike and Dru                                                       | 14. dubna 1999                 | Spike and Dru (2001), Omnibus: Volume 2 (2007)          |
| Play with Fire                                | Christopher Golden                          | Hector Gomez                                                                        | příběh v časopisech Dark Horse Extra č. 11 až č. 15                                             | 5. května 1999 – 6. října 1999 | Omnibus: Volume 3 (2008)                                |
| Stinger                                       | Christopher Golden                          | Hector Gomez                                                                        | krátký příběh v časopisu Buffy the Vampire Slayer č. 1/2 (Wizard Magazine Special Comic)        | 21. července 1999              | Omnibus: Volume 4 (2008)                                |
| The Latest Craze                              | Christopher Golden a Tom Sniegoski          | Cliff Richards                                                                      | příběh v časopisu Buffy the Vampire Slayer Annual 1999                                          | 25. srpna 1999                 | Food Chain (2001), Omnibus: Volume 3 (2008)             |
| Bad Dog                                       | Doug Petrie                                 | Ryan Sook                                                                           | příběh v časopisu Buffy the Vampire Slayer Annual 1999                                          | 25. srpna 1999                 | Food Chain (2001), Omnibus: Volume 4 (2008)             |
| The Queen of Hearts                           | Christopher Golden                          | Ryan Sook                                                                           | součást tematické minisérie Spike and Dru                                                       | 13. října 1999                 | Spike and Dru (2001), Omnibus: Volume 2 (2007)          |
| Killing Time                                  | Doug Petrie                                 | Cliff Richards                                                                      | krátký příběh v časopisu Dark Horse Presents č. 150                                             | leden 2000                     | Pale Reflections (2000), Omnibus: Volume 5 (2008)       |
| Take Back the Night                           | Tom Fassbender a Jim Pascoe                 | Cliff Richards                                                                      | krátký příběh v časopisu Dark Horse Presents: Annual 2000: Girls Rule!                          | červen 2000                    | Omnibus: Volume 5 (2008)                                |
| Ring of Fire                                  | Doug Petrie                                 | Ryan Sook                                                                           | grafický román                                                                                  | 30. srpna 2000                 | Omnibus: Volume 2 (2007)                                |
| Giles: Beyond the Pale                        | Christopher Golden a Tom Sniegoski          | Eric Powell                                                                         | jeden sešit                                                                                     | 4. října 2000                  | Omnibus: Volume 6 (2009)                                |
| City of Despair                               | Tom Fassbender a Jim Pascoe                 | Cliff Richards                                                                      | krátký příběh v časopisu Wizard 1/2: Buffy/Angel                                                | 29. listopadu 2000             | Food Chain (2001), Omnibus: Volume 6 (2009)             |
| All's Fair                                    | Christopher Golden                          | Eric Powell                                                                         | součást tematické minisérie Spike and Dru                                                       | 27. prosince 2000              | Spike and Dru (2001), Omnibus: Volume 1 (2007)          |
| Jonathan: Codename: Comrades                  | Jane Espenson                               | Cliff Richards                                                                      | jeden sešit                                                                                     | 3. ledna 2001                  | Omnibus: Volume 6 (2009)                                |
| Who Made Who?                                 | Christopher Golden                          | Eric Powell                                                                         | krátký příběh v časopisu Lover's Walk                                                           | 7. února 2001                  | Spike and Dru (2001), Omnibus: Volume 4 (2008)          |
| One Small Promise                             | Tom Fassbender a Jim Pascoe                 | Cliff Richards                                                                      | krátký příběh v časopisu Lover's Walk                                                           | 7. února 2001                  | Food Chain (2001), Omnibus: Volume 4 (2008)             |
| Punish Me with Kisses                         | Jamie S. Rich a Chynna Clugston-Major       | Chynna Clugston-Major                                                               | krátký příběh v časopisu Lover's Walk                                                           | 7. února 2001                  | Food Chain (2001), Omnibus: Volume 4 (2008)             |
| WannaBlessedBe                                | Amber Benson a Christopher Golden           | Terry Moore a Eric Powell                                                           | součást tematické minisérie Willow & Tara                                                       | 18. dubna 2001                 | Willow & Tara (2003), Omnibus: Volume 6 (2009)          |
| Lost and Found                                | Fabian Nicieza                              | Cliff Richards                                                                      | jeden sešit                                                                                     | 13. března 2002                | The Death of Buffy (2002), Omnibus: Volume 7 (2009)     |
| Demonology Menagerie, Part One                | Andi Watson                                 | Andi Watson                                                                         | krátký příběh v časopisu Dark Horse Extra č. 47                                                 | 8. května 2002                 | Willow & Tara (2003), Omnibus: Volume 6 (2009)          |
| Demonology Menagerie, Part Two                | Andi Watson                                 | Andi Watson                                                                         | krátký příběh v časopisu Dark Horse Extra č. 48                                                 | 5. června 2002                 | Willow & Tara (2003), Omnibus: Volume 6 (2009)          |
| Reunion                                       | Jane Espenson                               | Paul Lee, Brian Horton, Ryan Sook, Randy Green, Eric Powell a Chynna Clugston-Major | jeden sešit                                                                                     | 19. června 2002                | Omnibus: Volume 7 (2009)                                |
| Wilderness, Part One                          | Amber Benson a Christopher Golden           | Ajit Jothikaumar                                                                    | součást tematické minisérie Willow & Tara                                                       | 10. července 2002              | Willow & Tara (2003), Omnibus: Volume 7 (2009)          |
| Rock 'N' Roll All Night (and Sleep Every Day) | Jamie S. Rich                               | Chynna Clugston-Major                                                               | krátký příběh v časopisu Dark Horse Extra č. 49–50                                              | 17. července 2002              | Omnibus: Volume 7 (2009)                                |
| Wilderness, Part Two                          | Amber Benson a Christopher Golden           | Ajit Jothikaumar                                                                    | součást tematické minisérie Willow & Tara                                                       | 11. září 2002                  | Willow & Tara (2003), Omnibus: Volume 7 (2009)          |
| Mall Rats                                     | Scott Lobdell, Fabian Nicieza a Andi Watson | Cliff Richards                                                                      | krátký příběh v časopisu Buffy the Vampire Slayer č. 50: „Note from the Underground, Part Four“ | 30. října 2002                 | Omnibus: Volume 4 (2008)                                |
| Angels We Have Seen on High                   | Scott Lobdell a Fabian Niecieza             | Jeff Matsuda, Hakjoon Kahn a Nolan Obena                                            | krátký příběh v časopisu Reveal! č. 1                                                           | listopad 2002                  | Omnibus: Volume 2 (2007)                                |
| Chaos Bleeds                                  | Christopher Golden a Tom Sniegoski          | Cliff Richards                                                                      | jeden sešit                                                                                     | 19. června 2003                | Omnibus: Volume 7 (2009)                                |

Sešit „Lover’s Walk“, vydaný v únoru 2001, je sbírkou tří krátkých příběhů, které jsou v tabulce uvedeny pod svými názvy.

## Antologie
Většina komiksů vyšla podruhé ve 23 souborných paperbackových vydáních, které obsahují vždy několik komiksů. Tyto publikace vyšly postupně mezi lety 1999 a 2003. V letech 2007–2009 byla vydána kompletní sedmidílná série antologií Buffy the Vampire Slayer Omnibus, která zahrnuje všechny výše uvedené komiksy seřazené dle dějové chronologie. Navíc byly do šesté knihy zařazeny také první a třetí část příběhu „Past Lives“, jež původně vyšly pod hlavičkou série Angel.